# Золотий м'яч 1967
«Золотий м'яч 1967»

26 грудня 1967
Найкращий футболіст Європи: 
 Флоріан Альберт
 (вперше)

← 1966 * Золотий м'яч * 1968 →
Золотий м'яч 1967 року — 12-те щорічне вручення нагороди найкращому футболісту Європи, за підсумками опитування від журналу «Франс Футбол».

## Процедура голосування
Участь у голосуванні за визначення найкращого футболіста в Європі взяли представники 24 футбольних асоціацій УЄФА, зокрема: Австрії, Англії, Бельгії, Болгарії, Греції, Данії, Ірландії, Іспанії, Італії, Люксембурга, Нідерландів, НДР, Польщі, Португалії, Румунії, СРСР, Туреччини, Угорщини, Франції, ФРН, Чехословаччини, Швейцарії, Швеції та Югославії. Дебютували в опитуванні респонденти Східної Німеччини, а також вперше за 8 років голосували представники Румунії.
Кожен із членів журі обирав п'ятьох футболістів, які, на його думку, є найкращими гравцями Європи. За перше місце нараховували 5 очок, за друге — чотири, за третє — три, за четверте — два, за п'яте — одне очко. Переможець максимально міг отримати 120 очок.
Результати голосування були опубліковані 26 грудня 1967 року в журналі France Football (№ 1137).

## Підсумки голосування
Володарем нагороди став 26-річний угорський нападник клубу «Ференцварош» Флоріан Альберт. Він єдиний угорський футболіст, який вигравав «Золотий м'яч».
| Місце | Гравець              | Клуб              | Країна            | Очки | %      | Місця | Місця | Місця | Місця | Місця | К-ть голосів |
| Місце | Гравець              | Клуб              | Країна            | Очки | %      | 1-ше  | 2-ге  | 3-тє  | 4-те  | 5-те  | К-ть голосів |
| ----- | -------------------- | ----------------- | ----------------- | ---- | ------ | ----- | ----- | ----- | ----- | ----- | ------------ |
| 1     | Флоріан Альберт      | Ференцварош       | Угорщина          | 68   | 56.7 % | 8     | 4     | 3     |       | 3     | 18           |
| 2     | Боббі Чарлтон        | Манчестер Юнайтед | Англія            | 40   | 33.3 % | 4     | 2     | 1     | 4     | 1     | 12           |
| 3     | Джиммі Джонстон      | Селтік            | Шотландія         | 39   | 32.5 % | 2     | 5     | 1     | 3     |       | 11           |
|       |                      |                   |                   |      |        |       |       |       |       |       |              |
| 4     | Франц Бекенбауер     | Баварія           | Німеччина         | 37   | 30.8 % | 2     | 2     | 6     |       | 1     | 11           |
| 5     | Еусебіу              | Бенфіка           | Португалія        | 26   | 21.7 % | 2     | 2     | 1     | 2     | 1     | 8            |
| 6     | Томмі Геммелл        | Селтік            | Шотландія         | 21   | 17.5 % | 1     | 1     | 2     | 3     |       | 7            |
| 7     | Джордж Бест          | Манчестер Юнайтед | Північна Ірландія | 18   | 15 %   | 3     |       | 1     |       |       | 4            |
| 7     | Герд Мюллер          | Баварія           | Німеччина         | 18   | 15 %   |       | 3     | 1     | 1     | 1     | 6            |
| 9     | Ігор Численко        | Динамо (Москва)   | СРСР              | 9    | 7.5 %  | 1     |       |       | 2     |       | 3            |
| 10    | Сандро Маццола       | Інтернаціонале    | Італія            | 8    | 6.7 %  |       | 2     |       |       |       | 2            |
| 10    | Янош Фаркаш          | Вашаш             | Угорщина          | 8    | 6.7 %  |       |       | 2     | 1     |       | 3            |
| 10    | Піррі                | Реал Мадрид       | Іспанія           | 8    | 6.7 %  |       |       | 2     | 1     |       | 3            |
|       |                      |                   |                   |      |        |       |       |       |       |       |              |
| 13    | Едуард Стрєльцов     | Торпедо (Москва)  | СРСР              | 6    | 5 %    | 1     |       |       |       | 1     | 2            |
| 13    | Луїджі Ріва          | Кальярі           | Італія            | 6    | 5 %    |       |       | 1     |       | 3     | 4            |
| 15    | Анатолій Бишовець    | Динамо (Київ)     | СРСР              | 5    | 4.2 %  |       |       |       | 2     | 1     | 3            |
| 16    | Алан Болл            | Евертон           | Англія            | 4    | 3.3 %  |       | 1     |       |       |       | 1            |
| 16    | Гельмут Галлер       | Болонья           | Німеччина         | 4    | 3.3 %  |       | 1     |       |       |       | 1            |
| 16    | Джанні Рівера        | Мілан             | Італія            | 4    | 3.3 %  |       | 1     |       |       |       | 1            |
| 16    | Влодзімеж Любанський | Гурник            | Польща            | 4    | 3.3 %  |       |       |       | 1     | 2     | 3            |
| 20    | Вольфганг Оверат     | Кельн             | Німеччина         | 3    | 2.5 %  |       |       | 1     |       |       | 1            |
| 20    | Джачінто Факкетті    | Інтернаціонале    | Італія            | 3    | 2.5 %  |       |       | 1     |       |       | 1            |
| 20    | Звездан Чебінац      | ПСВ Нюрнберг      | Югославія         | 3    | 2.5 %  |       |       | 1     |       |       | 1            |
| 20    | Джефф Герст          | Вест Гем          | Англія            | 3    | 2.5 %  |       |       |       | 1     | 1     | 2            |
| 20    | Поль ван Гімст       | Андерлехт         | Бельгія           | 3    | 2.5 %  |       |       |       | 1     | 1     | 2            |
| 25    | Нікола Котков        | Локомотив (Софія) | Болгарія          | 2    | 1.7 %  |       |       |       | 1     |       | 1            |
| 25    | Джиммі Грівз         | Тоттенгем Готспур | Англія            | 2    | 1.7 %  |       |       |       | 1     |       | 1            |
| 27    | Жозе Аугушту         | Бенфіка           | Португалія        | 1    | 0.8 %  |       |       |       |       | 1     | 1            |
| 27    | Джонні Б'єррегор     | Рапід             | Данія             | 1    | 0.8 %  |       |       |       |       | 1     | 1            |
| 27    | Нестор Комбен        | Торіно            | Франція           | 1    | 0.8 %  |       |       |       |       | 1     | 1            |
| 27    | Йоган Кройф          | Аякс              | Нідерланди        | 1    | 0.8 %  |       |       |       |       | 1     | 1            |
| 27    | Педро де Феліпе      | Реал Мадрид       | Іспанія           | 1    | 0.8 %  |       |       |       |       | 1     | 1            |
| 27    | Луї Піло             | Стандард          | Люксембург        | 1    | 0.8 %  |       |       |       |       | 1     | 1            |
| 27    | Уве Чіндваль         | Феєнорд           | Швеція            | 1    | 0.8 %  |       |       |       |       | 1     | 1            |
| 27    | Зігфрід Шолтисик     | Гурник            | Польща            | 1    | 0.8 %  |       |       |       |       | 1     | 1            |

## Цікаві факти
- Розподіл по амплуа серед 34 футболістів згаданих в анкетах наступний: 4 захисники, 9 півзахисників та 21 нападник.[3]
- 34 гравці згадані в анкетах представляли 18 країн (рекордний показник), з них найбільше було від Англії, СРСР, ФРН та Італії — по 4 гравці.
- Вперше за історію проведення опитування були згадані футболісти з Польщі та Люксембурга. Загальна кількість країн, представники яких були згадані в анкетах, збільшилась до 26-ти.
- Вперше лауреатом трофею став представник Угорщини та угорського чемпіонату. До речі, за історію вручення нагороди «Золотий м'яч», Флоріан Альберт залишається єдиним, хто виграв нагороду виступаючи у чемпіонаті Угорщини. Також він досі залишається єдиним угорським володарем трофею.
- «Ференцварош» став дев'ятим клубом, представник якого виграв трофей «Золотий м'яч». Найбільше таких нагород було в «Реала» — 3 нагороди.
- Всього в анкетах були названі гравці з 27 клубів, серед них найбільше було представників «Бенфіки», «Манчестер Юнайтед», «Реала», «Інтернаціонале», «Гурника» та «Баварії» — по 2 гравці.
- Вперше в опитуваннях були згадані гравці таких клубів: «Селтік», «Кальярі», «Гурник», «Локомотив» (Софія) та «Аякс».
- Вперше в своїх анкетах респонденти відзначили майбутніх володарів трофею Джорджа Беста, Герда Мюллера та Йогана Кройфа.
- Серед номінантів на нагороду вперше в історії не виявилося жодного голкіпера.
- Вдруге серед номінантів на нагороду був згаданий гравець київського «Динамо» — нападник Анатолій Бишовець. Як і Юрій Войнов в 1959 році, він набрав 5 очок.
- Рекордсменом за кількістю номінацій залишався Лев Яшин — десять номінацій.
- Всього за 12 років в анкетах були згадані 165 футболістів з 89 клубів. Причому футболісти «Манчестер Юнайтед» та московського «Динамо» згадувалися в анкетах в 11 опитуваннях, «Реала» Мадрид — в 10-ти, по 9 — «Інтернаціонале» та «Мілана».